# Colbjørn Helander
Colbjørn Henry Helander, född 7 september 1911, död 13 januari 1962, var en norsk manusförfattare.
Helander skrev manus till filmerna Nödlandning (1952), Människor på flykt (1958), Vår egen tid (1959), Hans Nielsen Hauge (1961) och Lykke og krone (1962).
Han ligger begravd på kyrkogården Ullern i Oslo.

## Filmografi
- 1952 – Nödlandning
- 1958 – Människor på flykt
- 1959 – Vår egen tid
- 1961 – Hans Nielsen Hauge
- 1962 – Lykke og krone